# Albatros L 9
 (décembre 2021).
Le contenu est difficilement compréhensible vu les erreurs de traduction, qui sont peut-être dues à l'utilisation d'un logiciel de traduction automatique.
L'Albatros L 9 était un biplan de reconnaissance monoplace construit en Allemagne pendant la Première Guerre mondiale.

## Conception
La conception L 9 comportait un biplan de reconnaissance non armé avec deux baies d'entretoises par aile, et il était propulsé par un seul moteur à pistons en ligne Mercedes D.I. L'avion avait des ailes épaisses et hypersustentatrices similaires à celles des Albatros C.IV, G.II et G.III,.